# Lejos de tu amor
Singles de Shakira
Magia
(1991) Esta noche voy contigo
(1991)
Lejos de Tu Amor est le deuxième single de la chanteuse-compositrice-interprète Shakira, son premier album studio Magia. La chanson comme son précédent single Magia n'était pas très réussi.

## Clip
Pour la chanson "lejos de Tu Amor" a été publié la vidéo que Shakira se produit sur scène et d'accompagner les danseurs.